# Virágh Sándor
Virágh Sándor (Pécs, 1908. december 1. – Walzenhausen, 1964. augusztus 12.) református lelkész, esperes, egyházkerület lelkészi főjegyzője, iratmissziói kiadó, külmisszionárius.

## Életútja
Teológiai tanulmányait 1926-ban a Budapesti Református Theológiai Akadémián (mai nevén Károli Gáspár Református Egyetem) kezdte, majd Montpellierben volt ösztöndíjas.
Előbb Kunszentmiklóson segédlelkész, majd Budapesten vallásoktató volt. 1932-től 1949-ig missziói lelkipásztor, a Magyar Református Külmissziói Szövetség lelkésze, ugyanakkor a Református Traktátus Vállalat vezetője, könyv- és lapkiadója volt. Közben 1936-tól 1937-ig Bulgáriában végzett külmissziói munkát.
1949-től konventi lelkipásztor, 1953-tól Hajdúnánáson, 1956-tól Diósgyőr-Vasgyárban, 1959-től 1962-ig Budafokon lelkipásztor.
Mivel egyre súlyosbodó asztmája miatt nem volt szabad sokat beszélnie, így kénytelen volt nyugdíjazását kérni, és szolgálatát írásban folytatta; egy három kötetre tervezett bibliai fogalmi, tárgyi és régiségtani lexikonon dolgozott.
A Borsodi Egyházmegye esperese, a Tiszáninneni egyházkerület lelkészi főjegyzője, konventi pót- majd rendes tag, missziói, tanulmányi, közalapi bizottsági tag volt.
1953-tól a debreceni teológián (mai nevén Debreceni Református Hittudományi Egyetem) Pákozdy László Márton professzor tanszékén tartott előadásokat a bibliai tudományokból.
Komoly tanulmányokat irt az Újszövetséghez, megalkotta a Bibliai Fogalmi Szókönyvet. Szerkesztette a református külmissziót szolgáló lapokat, Draskóczy Lászlóval együtt indították meg a Külmissziói Füzetek sorozatot, kiadta és Victor Jánossal közösen szerkesztette a Szolgálatunk című lapot. Belső munkatársa volt a Református Egyház című hivatalos lapnak, rovatvezetője a Reformátusok Lapjának.
A Magyar Bibliatanács Újszövetségi Szakbizottság külső tagjaként részt vett az Újszövetség görög eredetiből Károlyi Gáspár fordítása és Czeglédy Sándor revíziója alapján történő, "Próbakiadás"-ként ismertté vált, 1954-ben kiadott újrafordításában (Hegyi beszéd, mely írva található Máté evangéliuma 5., 6. és 7. részében).
Feleségével (Victor Teréz pedagógus, 1908–2014) 1932-ben házasodtak össze, négy gyermekük született: András (1935), Erika (1940), Sándor (1944), István (1946).
Svájcban a Sonneblick Evangelische Sozialheim vendége volt, amikor 1964. augusztus 12-én elhunyt. Augusztus 15-én hamvasztották el St. Galleni krematóriumban, gyászbeszédét Paul Vogt degersheimi lelkész, a Sonneblick alapítója és igazgatótanácsának elnöke tartotta.
Hagyatékát a Ráday Levéltárban illetve a Zsinati Levéltárban őrzik.

## Főbb művei
- Bőhm Sámuel, az első magyar misszionárius élete (16 oldal, Magyar Evangéliumi Keresztyén Missziói Szövetség, 1931)
- Külmissziói évkönyv 1932[halott link] (92 oldal, 1932)
- Magyar külmissziói káté (24 oldal, Magyar Református Külmissziói Szövetség, 1932)
- Krisztus és a fekete ember (16 oldal, Magyar Református Külmissziói Szövetség, 1933)
- A szószék és a misszió (16 oldal, Sylvester Rt., 1935)
- Abesszinia és egyéb missziói tanulmányok (48 oldal, Magyar Református Külmissziói Szövetség, 1936)
- Külmissziói kézikönyv (120 oldal, Magyar Református Külmissziói Szövetség, 1938)
- Külmissziói útmutató (96 oldal, Magyar Református Külmissziói Szövetség, 1940)
- Krisztus Indiában (62 oldal, Református Traktátus Vállalat, 1940)
- Lomon – József (16 oldal, Magyar Református Külmissziói Szövetség, 1940)
- Pak (28 oldal, Magyar Református Külmissziói Szövetség, 1940)
- Az Uré a Föld[halott link] (15 oldal, Magyar Református Külmissziói Szövetség, 1941)
- Krisztus Kínában (Magyar Református Külmissziói Szövetség, 1942)
- Magyar külmissziói káté (40 oldal, Magyar Református Külmissziói Szövetség, 1943)
- Elmenvén[halott link] (19 oldal, Magyar Református Külmissziói Szövetség, 1943)
- Jöjjetek énhozzám (zsoltáros imakönyv) (92 oldal, Református Traktátus Vállalat, 1944)
- Az Úr az én pásztorom (56 oldal, Református Traktátus Vállalat, 1948)
- Bibliai fogalmi szókönyv (359 oldal, Traktátus Kiadóvállalat, 1949)
- Bibliai fogalmi szókönyv (440 oldal, Magyar Református Külmissziói Szövetség, 1963)

### Társszerzőként
- Draskóczy László (lelkész) – Virágh Sándor: Külmissziói jubileumi emlékkönyv[halott link] (95 oldal, Magyar Református Külmissziói Szövetség, 1934)
- Draskóczy László – Virágh Sándor: Félelmetes Tibet (92 oldal, Magyar Református Külmissziói Szövetség, 1935)
- Draskóczy István – Ivanyos Lajos – Virágh Sándor: A mag szárba szökken (47 oldal, Református Traktátus Vállalat, 1939)
- Draskóczy István – Ivanyos Lajos – Virágh Sándor: Pislogó mécses (48 oldal, Református Traktátus Vállalat, 1939)
- Draskóczy István – Ivanyos Lajos – Virágh Sándor: Képek a keresztyénség múltjából (240 oldal, Református Traktátus Vállalat, 1940)
- Draskóczy István – Ivanyos Lajos – Virágh Sándor: Iránytűt vesztett hajó (48 oldal, Református Traktátus Vállalat, 1940)
- Draskóczy István – Ivanyos Lajos – Virágh Sándor: Kálvin (48 oldal, Református Traktátus Vállalat, 1940)
- Draskóczy István – Ivanyos Lajos – Virágh Sándor: Reformátorok (48 oldal, Református Traktátus Vállalat, 1940)
- Ezeket szóljad (101 oldal, Református Egyetemes Konvent, 1948)
- Adventtől adventig (443 oldal, Református Zsinat Iroda , 1989) ISBN 9633000483